# Religião na Groenlândia
Religião na Groenlândia (2016)
A maioria da população da Groenlândia é cristã protestante, especialmente membros da  Igreja da Dinamarca, que é uma denominação orientação luterana. A Igreja da Dinamarca é a Igreja do estado, através da Constituição da Dinamarca; isto aplica-se a todos os Reino da Dinamarca, com exceção das Ilhas Feroé, uma vez que a Igreja das Ilhas Feroé tornou-se independente em 2007. Mas as crenças espirituais inuítes tradicionais permanecem fortes em muitas comunidades remotas da Groenlândia.

## Cristianismo

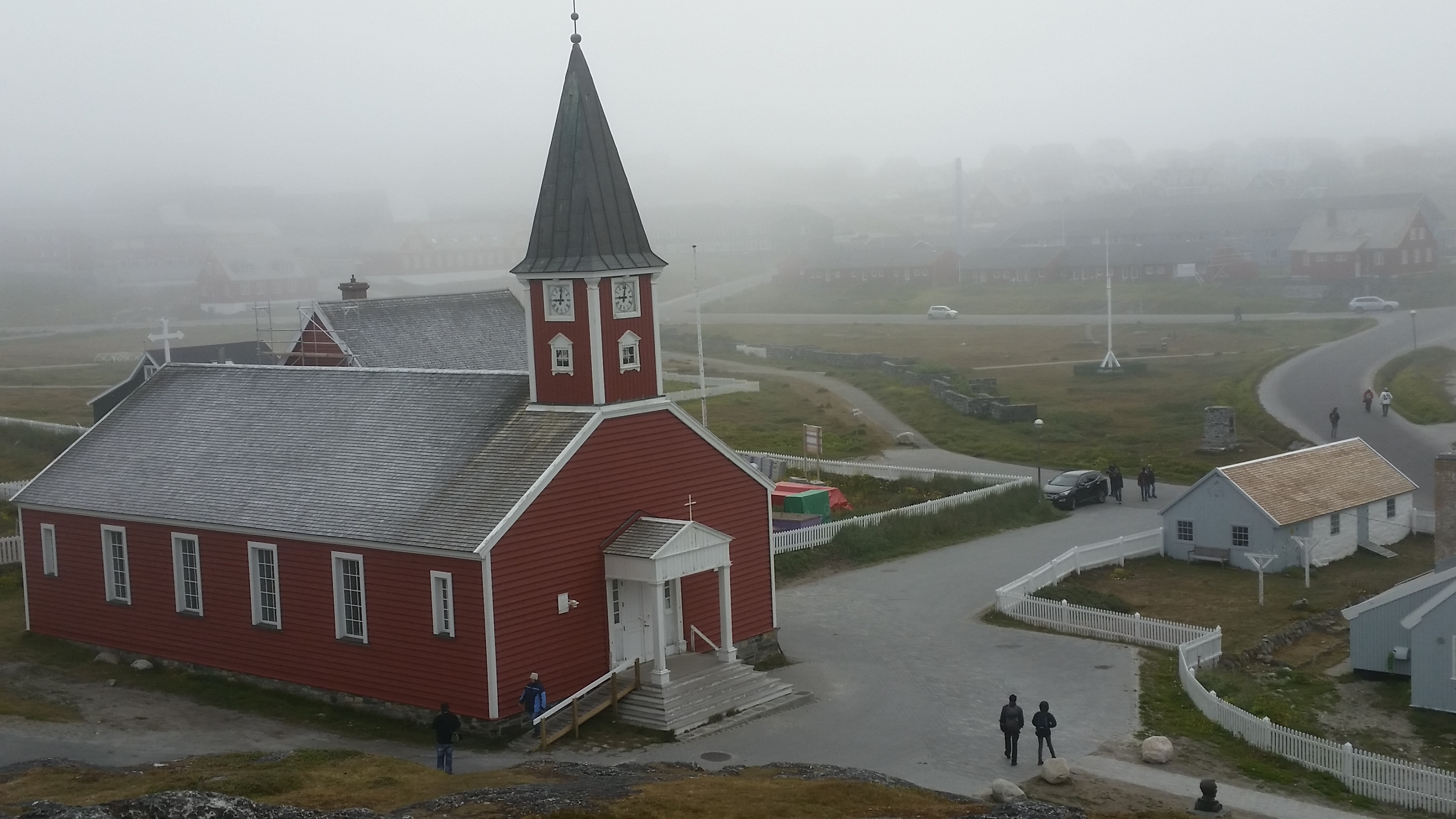
Catedral de Nuuk.

O luteranismo, representado principalmente pela Igreja da Dinamarca, é a categoria religiosa predominante no cristianismo, seguido por pequenas comunidades de batistas, mórmons, católicos, testemunhas de Jeová e Adventistas do Sétimo Dia.

### História
O cristianismo foi trazido pela primeira vez para a Groenlândia no ano 1000 por colonizadores nórdicos. Por motivos de clima e tempestades de neve, os colonizadores nórdicos deixaram a ilha. No século XVIII, os noruegueses retornaram. Quando a Noruega e a Dinamarca se separaram em 1814, a Gronelândia permaneceu dinamarquesa, embora com um certo grau de autonomia exigido pelo seu afastamento. Os americanos manifestaram interesse na Gronelândia após Segunda Guerra Mundial, mas a Dinamarca se recusou a vendê-la. Hoje, a Igreja da Dinamarca ainda é a igreja predominante no país, mas com um grau de autonomia, incluindo seu próprio bispo, 19 paróquias divididas entre 3 danarias, 40 igrejas ou capelas e 25 vigários ou sacerdotes.

## Crenças espirituais inuíte
Etnograficamente, 80% da população é dividida entre a população inuíte e a população mestiça dos inuítes e dos dinamarqueses. A população inuíte é descendente dos siberianos que passaram da Ásia para a América do Norte. Na Gronelândia, embora menos de 1% dos habitantes pratiquem crenças espirituais inuítes, dentro da cultura da Groenlândia, a presença do xamanismo é generalizada.

## Catolicismo

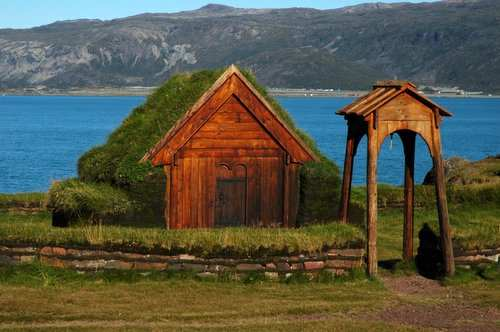
A Igreja de Thjodhild é a única Igreja católica da Groenlândia

O catolicismo foi introduzido na Groenlândia no século XI, com a ajuda do rei da Noruega, estabelecendo as primeiras igrejas do hemisfério ocidental, e depois de muito esforço do povo groenlandês, a ilha recebeu um bispo. A igreja prosperou com a colônia nórdica, que viu o seu pico em 1300, e teve uma relação ativa com a Escandinávia e o continente europeu. A igreja também participou da colonização europeia das Américas. O abandono da colônia por volta de 1450 acabou com a presença da Igreja na ilha, e após a Reforma Protestante na Dinamarca, a Igreja Católica se tornou ilegal na Groenlândia e todos os católicos se converteram ao protestantismo. No século XX foi declarada a liberdade religiosa e restabeleceu-se uma pequena quantidade de 40 católicos.